# 大董
大董集团是中國一家餐飲集團，源于1985年4月成立的北京大董烤鸭店，拥有大董、小大董、董小味儿、董到家（电商）、大董“一见如初”到家美食服务、大董美食学院、大董·浣霞供、30°徽  大董·安徽菜、千山万海 大董·京鲁菜等品牌。

## 历史
北京大董烤鸭店成立于1985年4月28日。总经理董振祥昵称“大董”，由此得名。2001年，大董为“酥不腻”烤鸭注册了专利。
2015年，大董上线快餐品牌“大董鸭”。
2017年12月8日，大董纽约店正式营业，位于时代广场东侧布莱恩特公园的核心地块，但营业不到两年，以关店倒闭落幕。

## 荣誉

### 米其林一星
北京的大董（工体东路）、大董（东四十条），上海的大董（徐汇）、大董海参店（静安）